# Transformers G1: Awakening
Transformers G1: Awakening est un jeu vidéo de tactique au tour par tour développé et édité par Glu Mobile, sorti à partir de 2008 sur téléphone mobile, iOS, Android et BlackBerry OS.